# Македонски глас (български македонистки вестник)
Вижте пояснителната страница за други значения на Македонски глас.
„Македонски глас“ е български периодичен вестник в Благоевград на македонистки позиции, излизащ 4 пъти годишно.
Първият брой на „Македонски глас“ излиза в 2004 година. Във вестника се публикуват доклади и документи на международните организации, както и други статии относно правата на човека и гражданина в България.